# Ocuparea statelor baltice

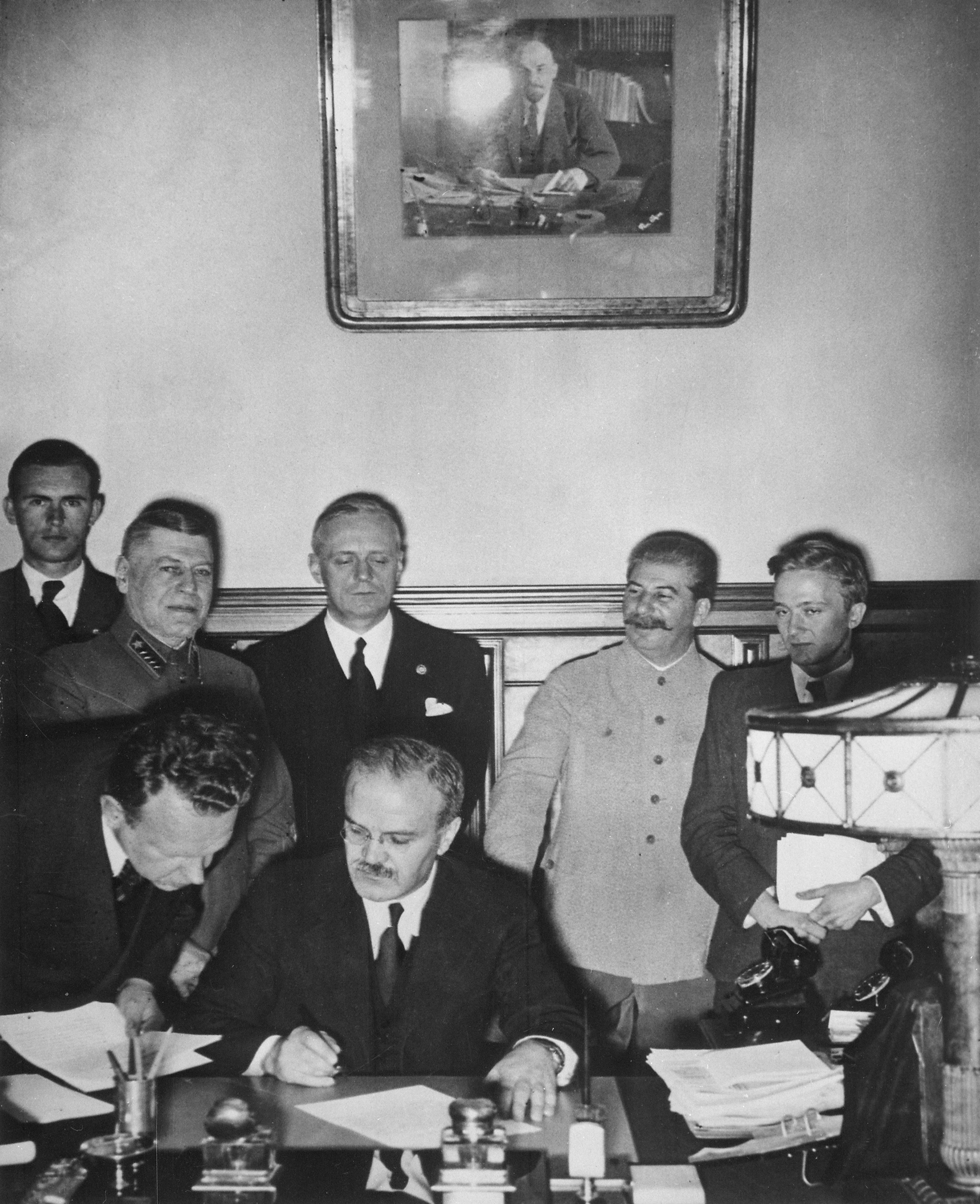
Molotov în timpul ceremoniei de semnare a Pactului de neagresiune sovieto-german

Ocuparea statelor baltice se referă la perioada în care statele baltice (Estonia, Letonia, Lituania) au suferit regimul ocupației străine, mai întâi din partea Uniunii Sovietice ca urmare a prevederilor pactului de neagresiune sovieto-german din 1939, mai apoi din partea Germaniei Naziste din 1941 până în 1944 și din nou din partea URSS din 1944 până în 1991.
În momentul în care s-a declanșat al doilea război mondial în 1939, soarta statelor baltice fusese deja hotărâtă prin „Protocolul adițional secret” al pactului de neagresiune sovieto-german din august 1939.
Pierderile umane din timpul celui de-al doilea război mondial în statele baltice au fost printre cele mai ridicate din Europa. Estimările oficiale arată o pierdere de 25% pentru Estonia, 30% pentru Letonia și 15% pentru Lituania. Aceste pierderi, care cuprind atât pierderile provocate de lupte cât și cele provocate de deportările sovietice din 1941 și de deportările germane și de Holocaust au fost estimate la 90.000 de oameni pentru Estonia, 180.000 pentru Letonia și 250.000 pentru Lituania.
În perioada perestroikăi, a avut loc o reevaluare a istoriei sovietice, prin care a fost condamnat protocolul secret dintre Germania și URSS, care a dus la invadarea și ocuparea statelor baltice.
După prăbușirea Uniunii Sovietice, lupta statelor baltice pentru independență s-a încheiat cu restaurarea suveranității depline a celor trei republici în 1991. Rusia a început să-și retragă trupele din țările baltice (începând de la Lituania) în 1993. Ultimele trupe ruse s-au retras din statele baltice în august 1994. Rusia sa încheiat oficial prezența militară în țările baltice, în august 1998 de dezafectare-1 Skrunda stație radar în Letonia. Instalațiilor demontate au fost repatriați în Rusia și pe site-ul a revenit la controlul letonă, cu ultimul soldat rus lăsând solul Mării Baltice în octombrie 1999.

## Controverse

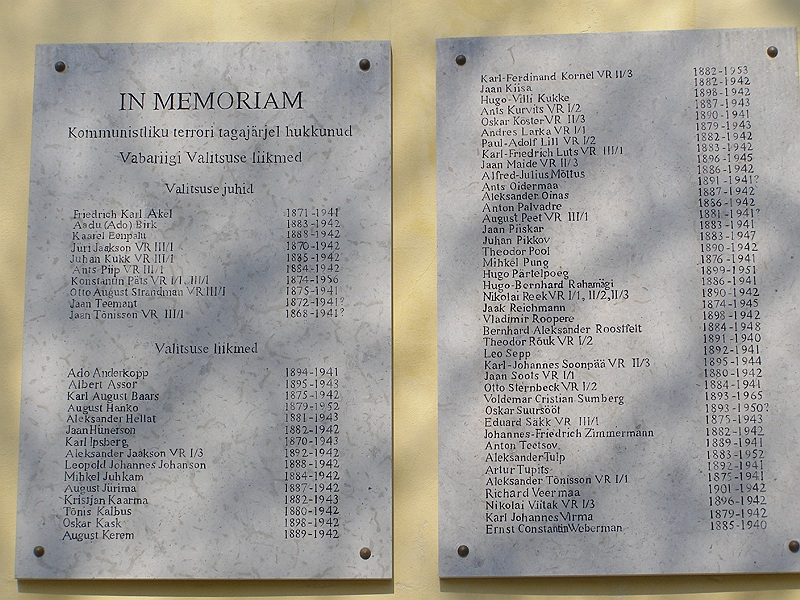
Placă memorială pe zidul clădirii guvernului eston dezvelită în memoria membrilor executivului ţării ucişi în perioada terorii comuniste

În problema istoriei statelor baltice există mai multe puncte de vedere divergenete.
În perioada perestroicii, reevaluarea istoriei sovietice a dus la condamnarea în 1989 a protocolului secret al pactului de neagresiune sovieto-german, care a dus la ocuparea statelor baltice. Prăbușirea URSS-ului a dus la restaurarea deplină a suveranității statelor baltice în 1991. În conformitate cu interpretarea Curții Europene a Drepturilor Omului, a guvernele statelor baltice, SUA și a UE,, ocuparea statelor baltice de către URSS a fost un act ilegal. În 1940, unii dintre balticii care s-au opus includerii Estoniei, Letoniei și Lituaniei în URSS au fost executați alături de milioane alte victime ale stalinismului. Cele trei state au rămas sub ocupația sovietică până la restaurarea independenței lor în 1991, în condițiile în care ocupația de 48 de ani a fost considerat tot timpul ilegală de democrațiile occidentale. Statele Unite a aplicat în ceea ce privește cele trei state baltice Doctrina Stimson, transformată într-un precedent al dreptului internațional.
Guvernul Rusiei și oficialitățile Federației Ruse se păstrează pe poziția conform căreia anexarea statelor baltice de URSS a fost un act legitim  și că de fapt sovieticii au eliberat aceste țări de sub dominația nazistă. Mai mult, guvernul rus susține că trupele sovietice au intrat în țările baltice în 1940 cu acordul guvernelor legale din aceste state. Poziția oficială rusă este aceea că nu se afla în stare de război și nu s-a angajat în acțiuni de luptă pe teritoriul celor trei state, de aceea cuvântul „ocupație” nu poate fi utilizat în acest caz. Ministerul de externe al Rusiei declară că „Aserțiunile cu privire la „ocuparea” de către Uniunea Sovietică și cu privire la pretențiile corespunzătoare ignoră toate realitățile legale, istorice și politice și sunt de aceea complet nejustificate”. Diferiți istorici afirmă că oficialii ruși încearcă o nouă rescriere și falsificare a istoriei.

## Ultimatumul sovietic din 1939

### Începutul celui de-al doilea război mondial
1 septembrie, 1939, Germania a invadat Polonia.
3 septembrie, Regatul Unit, Franța, Australia și Noua Zeelandă au declarat război Germaniei.
14 septembrie, submarinul polonez ORP Orzeł ajunge în portul Tallinn și echipajul lui este internat.
17 septembrie, Sovieticii au invadat Polonia răsăriteană.
18 septembrie, Incidentul Orzeł – submarinul polonez evadează din internarea din portul eston și reușește să ajungă în siguranță în Anglia. Uniunea Sovietică și Germania Nazistă pun la îndoieală neutralitatea Estoniei.

### Ultimatumurile adresate Estoniei, Letoniei și Lituaniei
Pe 24 septembrie 1939, în largul porturilor estone au apărut nave de război ale marinei sovietice, iar bombardierele sovietice au făcut zboruri de intimidare deasupra teritoriului eston. Aviația sovietică a violat pe rând spațiul aerian a tuturor celor trei state baltice prin zboruri de recunoștere de pe 25 septembrie. Uniunea Sovietică a emis trei ultimatumuri adresate celor trei guverne prin care pretindea înființarea unor baze militare pe teritoriile lor naționale.
Guvernul Estoniei a aceptat ultimatumul, semnând un acord pe 28 septembrie. Au urmat Letonia pe 5 octombrie și Lituania pe 10 octombrie. Acordurile au permis Uniunii Sovietice să înființeze baze militare în statele baltice pe toată durata războiului european  și să staționeze 25.000 de soldați în Estonia, 30.000 în Letonia și 20.000 în Lituania începând cu octombrie 1939.
La începutul anului 1939, Districtul Militar Leningrad alocase deja 17 divizii, aproximativ 10% din efectivele Armatei Roșii, în statele baltice. Mobilizarea a urmat la scurtă vreme după aceea. Armata a 8-a a fost relocată în Pskov pe 14 septembrie 1939 iar la dispoziția Districtului Militar Leningrad a fost pusă nou formata Armată a 7-a. Pregătirile de invazie erau aproape încheiate. Pe 26 septembrie, Districtul Miliar Leningrad a primit ordinul să „înceapă concentrarea de trupe la granița estono-letonă și să încheie operațiunea până pe 29 septembrie”. Ordinul nota special că „în ceea ce privește momentul atacului se va emite o directivă separată”. La începutul lunii octombrie, sovieticii concentraseră în total de-a lungul granițelor estono-letone: 
- 437.325 soldați;
- 3.635 piese de artilerie;
- 3.052 tancuri;
- 421 vehicule blindate;
- 21.919 automobile.[26]

### Invadarea Finlandei
Finlandei i s-au oferit condiții asemănătoare pentru semnarea unui pact, dar finlandezii au refuzat să accepte trupe sovietice pe teritoriul național, și pe 30 noiembrie 1939 Uniunea Sovietică și-a atacat vecinul nord-vestic, declanșând Războiul de iarnă. Cum acest atac a fost declarat ilegal de comunitatea mondială, URSS a fost exclusă din Liga Națiunilor pe 14 decembrie. Finlanda a rezistat atacurilor unui inamic superior din punct de vedere numeric și al dotării materiale, dar pe 13 martie 1940 a fost silită să semeneze un tratat de pace care oferea o safisfacție parțială URSS. Finlanda a trebuit să cedeza aproape întreaga Karelia Finlandeză, (împreună cu importantul centru industrial Viipuri, al doilea oraș ca mărime al țării) și alte zone, în total 10% din teritoriul național, chiar dacă armata finlandeză controla încă o bună parte a regiunilor care urmau să fie ocupate de sovietici. Armata și civilii finlandezi au fost evacuați în grabă la vest de noua graniță. 422.000 de karelieni, 12% din populația republicii, și-au pierdut casele. Finlanda a fost obligată de asemenea să cedeze o parte din regiunea Salla, partea finlandeză din Peninsula Kalastajansaarento din Marea Barenț și insulele Suursaari, Tytärsaari, Lavansaari și Seiskari din Golful Finlandei. De asemenea, Peninsula Hanko a fost închiriată URSS ca bază navală pentruj 30 de ani. În iunie 1941, ostilitățile dintre Finlanda și URSS au fost reluate în așa-numitul război în continuare.

## Invadarea statelor baltice și ocupația din 1940–1941

### Invazia
Pe 12 iunie 1940, a fost emis ordinul pentru declanșarea blocadei militare totale a Estoniei de către Flota Mării Baltice.
Pe 14 iunie 1940, a fost declanșată blocada militară sovietică asupra Estoniei, în timp ce atenția opiniei publice mondiale era îndreptată spre Parisul, care fusese ocupat de trupele germane doar cu o zi mai devreme. Două bombardiere sovietice au deschis focul cu mitralierele de la bord și au doborât avionului de pasageri "Kaleva", care zbura pe ruta Tallinn – Helsinki și care avea la bord trei valize diplomatice ale legătiilor americane din Tallinn, Riga și Helsinki. Diplomatul guvernului american Henry W. Antheil, Jr. a fost ucis în atac.
Pe 15 iunie, Uniunea Sovietică a invadat Lituania și trupele sovietice au atacat grănicerii letoni la Maslenki.
Pe 16 iunie 1940, URSS au invadat Estonia și Letonia.
Viaceslav Molotov a acuzat statele baltice de conspirație împotriva Uniunii Sovietice și a emis un ultimatum tuturor statelor baltice pentru schimbarea guvernelor cu executive cu atitudini prietenoase față de URSS, a căror componență să fie aprobată de Moscova. Uniunea Sovietică a prezentat noi cereri, inclusiv acceptarea de către baltici a unor trupe sovietice suplimentare. mai multe sute de mii de soldați sovietici au intrat în Estonia, Letonia și Lituania. Aceste trupe adiționale sovietice depășeau numeric cu mult armatele celor trei state luate la un loc.
Guvernele baltce au decis în aceste condiții de izolare internațională și în condițiile în care trupele din țară și cele de la granițe erau copleșitoare din punct de vedere numeric, să nu opună rezistență. Ocuparea militară soovietică a fost completată de „preluarea” puterii (în fapt, lovituri de stat) de guverne de orientare comunistă.
Cea mai mare parte a trupelor baltice s-au predat fără luptă, în conformitate cu ordinele primite de la guvernele lor, care au considerat că o rezistență militară ar fi inutilă și ar fi generat uriașe pierderi umane. Militarii baltici au fost dezarmați de cei ai Armatei Roșii. În Tallinn a fost semnalată rezistența unui batalion eston, care a fost înfrânt după câteva ore de luptă.

### Teroarea sovietică
După ocuparea statelor baltice, autoritățile sovietice au declanșat operațiuni de deportare a „dușmanilor poporului” prin Ordinul № 001223, „Cu privire la procedura de doprtare a elementelor antisovietice din Lituania, Letonia și Estonia”.
Procesul de epurare a elmentelor antisovietice au fost conduse de apropiați ai lui Stalin, comuniștii locali și de ajutoare venite din Rusia, care au proclamat „guverne populare” în statele ocupate.
În lunile următoare, guvernele prosovietice au organizat alegeri măsluite în timpul căruia candidații necomuniști au înfrânți. Rezultatele alegerilor au fost măsluite în totalitate: rezultatetele votului au fost știute de presa din Londra cu 24 de ore mai înainte de închiderea urnelor. În nou alesele parlamente, comuniștii dețineau o majoritate confortabilă, iar în august, în ciuda declarațiilor făcute mai înainte de alegeri conform cărora statelor baltice nu vor fi încorporate în URSS, deputații baltici au cerut în unanimitate ca țările lor să fie admise ca republici constituente sovietice. Cererile parlamentelor baltice au fost „aprobate”, iar cele trei republici au fost anexate în mod oficial de Uniunea Sovietică.
Îmediat după alegeri, unități ale NKVD-ului, sub comanda Ivan Serov, au arestat mai mult de 15.000 de „elemente ostile” și membrii ai familiilor lor.. În primul al de ocupație sovietică, (iunie 1940 – iunie 1941), numărul execuțiilor confirmate, a deportaților și arestaților a fost de cel puțin 124.467, (59.732 estoni, 34.250 letoni și 30.485 lituanieni). Printre aceste victime s-au numărat 8 foști șefi de stat și 38 de foști miniștri estoni, 3 foști șefi de stat și 15 foști miniștri letoni și președintele în funcție, 5 foști prim-miniștri și alți 24 foști miniștri lituanieni.. Cea mai amplă acțiune de „curățare” a fost planificată pentru noaptea de 27-28 iunie 1941, dar nu a mai avut loc din cauza invaziei germane (Operațiunea Barbarossa). În conformitate cu opinia istoricului Robert Conquest, deportările selective efectuate în statele baltice au reprezentat o politică de „decapitare” a unei națiuni prin îndepărtarea purtătorilor ei de cuvânt”, politică care a fost evidentă în masacrul de la Rainiai.
Între iulie și august 1940, ambasadorii statelor baltice din Statele Unite și Regatul Unit au prezentat proteste oficiale împotriva ocupării sovietice și a anexării țărilor lor. SUA, în conformitate cu principiile Doctrinei Stimson (declarația lui Sumner Welles din 23 iulie 1940), la fel ca și majoritatea altor țări occidentale nu au recunoscut niciodată oficial anexarea, dar nu s-au amestecat în mod direct în controlul sovietic din regiune. Statele baltice și-au continuat existența de jure în conformitate cu prevederile dreptului internațional.. Reprezentarea diplomatică și consulară a statelor baltice a continuat să funcționaeze în unele state occidentale între 1940 - 1991 (SUA, Australia, Elveția). Membrii corpului diplomatic al Estoniei, Letoniei și Lituaniei au continuat să exprime poziția oficială a statelor lor și să protejeze interesele cetățenilor lor din străinătate în perioada 1940–1991, până la restabilirea independenței statelor baltice.
Evenimentele din statele baltice nu au fost izolate. În Finalanda și Peninsula Scandinavă, marile puteri au pretins diferite concesiuni, care aduceau atingeri atât statutului lor de neutralitate cât și suveranității naționale. Astfel, Germania a făcut presiuni asupra Suediei să asigure dreptul de tranzit pentru transportul materialelor și personalului militar între Norvegia și porturile sudice suedeze, drept pe care l-a obținut până la urmă, după ocuparea Norvegiei. Aproape imediat, Uniunea Sovietică a început să exercite presiuni asupra Finlandei pentru a ceda drepturile asupra teritoriului dintre baza navală Hanko și granița sovietică. Această ultimă concesie a fost obținută după încheierea războiului de iarnă și semnare tratatului de pace de la Moscova. Tot atunci, URSS a obținut controlul asupra minei de nichel de la Petsamo.
În august, Finlanda a oferit drepturi de tranzit trupelor germane care se deplasau din nordul Norvegiei spre porturile din Golful Bothnia. Această cedare a fost făcută în cadrul unui proces diplomatic mai amplu, prin care s-a încercat îmbunătățirea relațiilor cu Germania Nazistă, care fuseseră la un nivel scăzut la începutul deceniului al patrulea. Finlanda a reușit să-și înmulțească toate contactele politice cu Germania, care a fost percepută ca singura speranță de ajutor împotriva agresivității sovietice. În septembrie, Finlanda și URSS au ajuns la o înțelegere în privința portului Hanko. Când ministrul de externe sovietic, Viaceslav Molotov, a cerut în noiembrie 1940 ajutorul pasiv și acceptarea din partea Germaniei pentru ocuparea Finlandei, Hitler a refuzat să răspundă pozitiv, el considerând această țară nordică un aliat potențial în viitorul atac împotriva sovieticilor. Negocierile pentru minele de la Petsamo au bătut pasul pe loc pentru mai multe luni, până când sprijinul indirect al Germaniei au permis Finlandei să întrerupă discuțiile cu partea sovietică.

## Ocupația nazistă, 1941–1944
Germania a ocupat statele baltice după ce a invadat Uniunea Sovietică în 1941, în timpul Operațiunii Barbarossa. La început, balticii i-au considerat pe germani ca eliberatori de jugul sovietic. În Lituania a izbucnit încă din prima zi de război o revoltă și a fost înființat un guvern provizoriu. În timpul înaintării germane spre Riga și Tallinn s-au făcut încercări pentru restabilirea independenței naționale și formarea unor guverne noi. Toată lumea spera ca germanii să sprijine independența statelor baltice. Speranțele politice ale balticilor s-au dovedit deșarte, iar cooperarea lor cu germanii a devenit mai prudentă sau a dispărut în totalitate. Populația locală a început treptat să aibă sentimente antigermane datorită politicii naziste, care a transformat statele baltice și cea mai mare parte a Bielorusiei într-o colonie – Reichskommissariat Ostland – în care localnicii nu aveau practic niciun rol în guvernare. Reichskommissariat Ostland a fost condus de la înființare până la sosirea trupelor sovietice de Hinrich Lohse.
Politica germană în regiune a fost dură, culminând cu Holocaustul populației evreiești din ținuturile baltice. Unul dintre planurile naziste pentru colonizarea teritoriilor cucerite în răsărit, cunoscut ca Generalplan Ost, presupunea deportarea a aproximativ două treimi a populației baltice cucerite în eventualitatea victoriei finale naziste. Restul de o treime urma să fie exterminată „in situ”, ca urmare a folosirii lor ca muncii de scalv în folosul ocupanților, sau trebuia să fie germanizată dacă îndeplinea condițiile rasiale ariene. În același timp, sute de mii de coloniști germani urmau să repopuleze teritoriile cucerite.
Spre finalul războiului, când a început să devină clar că Germania nu mai putea câștiga războiul, numeroși baltici s-au alăturat din nou germanilor în lupta împotriva sovieticilor. Balticii au sperat să atragă sprijinul occidental pentru independența statelor lor. În Letonia s-a format pe 13 august 1943 un Consiliu Central clandestin al țării. În Lituania a fost creat pe 25 noiembrie 1943 un organism similar, Comitetul Suprem pentru Eliberare. Pe 23 martie 1944 a fost format un Comitet Național al Republicii Estonia, care a funcționat de asemenea în clandestinitate. Încorporarea Estoniei în provincia germană Ostland a făcut ca numeroși estoni au preferat să se înroleze în rândurile armatei finlandeze și să lupte împotriva URSS. Regimentul nr. 200 de infanterie finlandeză a fost format aproape exclusiv din voluntari estoni. Până în ianuarie 1944, frontul sovieto-german a ajuns în apropierea granițelor estone. Orașul Narva a fost evacuat. Jüri Uluots, ultimul prim-ministru legitim al Republicii Estonia de dinaintea ocupației sovietice din 1940, șeful Comitetului Național, a transmis un mesaj radio prin care solicita ca toți bărbații în putere, născuți între 1904 și 1923, să se prezinte pentru mobilizare. (Până la această dată, Uluots se opusese mobilizării estonilor). Apelul a avut un ecou deosebit: peste 38.000 de voluntari au venit la centrele de recrutare. Mai multe mii de estoni, care luptau voluntar în cadrul armatei finlandeze, s-au reîntors în patrie traversând Golful Finic, pentru a se încadra în nou formata „Forță de apărare teritorială”. În 1943 – 1944, au fost formate două divizii letone a Waffen SS, care au participat activ la luptele împotriva Armatei Roșii.

### Holocaustul
Estonia
Din cei aproximativ 4.300 de evrei care trăiau în Estonia mai înainte de declanșara războiului, între 1.500 și 2.000 au fost deportați de naziști. Aproximativ 500 de evrei au fost deportați în Siberia de către autoritățile sovietice împreună cu „dușamanii poporului” estoni. Aproximativ 10.000 de evrei au fost uciși în lagărele din Estonia după ce au fost deportați aici din diferite alte regiuni ale Europei Răsăritene.
Șapte etnici estoni, (Ralf Gerrets, Ain-Ervin Mere, Jaan Viik, Juhan Jüriste, Karl Linnas, Aleksander Laak și Ervin Viks), au fost judecați de autoritățile sovietice pentru participarea la Holocaust. După restabilirea independenței Estoniei, a fost înființată „Comisia Internațională pentru Investigarea Crimelor împotriva Umanității”.
Letonia
După ocuparea țării de Germania Nazistă, a început un proces de eliminare a populației evreiești și țigănești din regiune. Cea mai mare parte a populației evreiești a fost ucisă în pădurea Rumbula. Asasinatele au fost executate de Einsatzgruppe A, anumite subunități ale Wehrmachtului și de marinari ai Kriegsmarine (în Liepaja), dar și de colaboraționiști letoni, așa cum a fost Sonderkommando Arajs. Până la sfârșitul anului 1941, aproape întreaga populație evreiască a fost ucisă sau deportată în lagărele morții. În plus, alți încă 25.000 de evrei au fost deportați în Letonia din Germania, Austria și Cehia, dinte aceștia nesupraviețuind războiului peste 22.000. În timpul Holocaustului, în Letonia au fost asasinați aproximativ 85.000 de oameni.
Lituania
După ce țara a fost ocupată de Germania în 1941, naziștii au încurajat organizarea de pogromuri împotriva populației evreiești. În conformitate cu documentele germane, între 25 și 26 iunie 1941, „aproximativ 1.500 de evrei au fost eliminați de partizanii lituanieni. Numeroase sinagogi evreiești au fost incendiate; în noaptea următoare, alți 2.300 de evrei au fost uciși”." Înainte de începerea războiului, în Lituania trăiau aproximativ 160.00 de evrei. Aici se afla unul dinte cele mai importante centre de învățământ laic și religios al evreilor. Până în 1941, în regiune au sosit numeroși refugiați, în special din Polonia, ceea ce a dus la creșterea numărului evreilor din republică la aproximativ 250.000.
Între iunie și iulie 1941, detașamente germane al Einsatzgruppe A și colaboraționiști lituanieni au declanșat execuții în masă în mai multe locații, precum gara din Paneriai (Masacrul din Ponary). Cei aproximativ 40.000 de evrei care au supraviețuit acestor massacre au fost deportați în lagărele de concentrare, unde doar puțini dintre ei au supraviețuit. În 1943, ghetourile au fost distruse sau transformate în lagăre de exterminare. La sfârștiul războiului, mai puțin de 10% dintre evreii lituanieni au supraviețuit.

## Ocupația sovietică, 1944–1991
Uniunea Sovietică a reocupat statele baltice ca parte a Operațiunii ofensive strategice din regiune și a două operațiuni de mai mică amploare. În vara și toamna anului 1944, s-au dus lupte pentru „eliberearea popoarelor baltice sovietice”. Aceste lupte au continuat până la capitularea forțelor germano-letone din punga din Curlanda din mai 1945. Statele baltice au fost reabsorbite treptat în URSS. Pe 12 ianuarie 1949, guvernul sovietic a emis un decret „cu privire la expulzarea și deportarea” din statele baltice a „tuturor culacilor și a familiilor lor, a familiilor bandiților și naționaliștilor” și a altor categorii. Mai mult de 200.000 de oameni au fost deportați din statele baltice în 1940 – 1953. Aproximativ 10% din populația adultă a fost deportată sau trimisă în lagărele Gulagului.
După încheierea celui de-al doilea război mondial, ca parte a integrării mai profunde a statelor baltice în URSS, în paralel cu deportările populației locale a avut loc o migrare a etnicilor ruși și a altor naționalităti ai Uniunii Sovietice.
În iulie 1989, după enenimentele dramatice din Germania Răsăriteană, Sovietele Supreme ale statelor baltice au adoptat declarații de suveranitate și au revizuit constituțiile naționale, astfel încât legislația națională să primeze în fața celei unionale. Candidații din Fronturile Populare independentiste au câștigat o majoritate covârșitoare în noile foruri legiuitoare ale țării, după primele alegeri democratice din 1990. Parlamentele statelor baltice au proclamat independența completă. Forțele militare și politice sovietice au încercat fără succes să răstoarne noile guverne baltice. În 1991, statele baltice au proclamat independența de facto și separarea de Uniunea Sovietică. A urmat la scurtă vreme recunoașterea internațională a independenței celor trei state, inclusiv din partea URSS. Statele Unite, care nu au recunoscut niciodată anexarea statelor baltice de către URSS au reluat imediat relațiile diplomatice cu noile republici independente.

## Considerații istorice

### Istoriografia sovietică
Din punctul de vedere al istoriografiei sovietice, mai înainte de reelvaluările din perioada perestrocăi, evenimentele din 1939 au s-au desfășurat în această ordine:
- Guvernul Uniunii Sovietice a sugerat guvernelor statelor baltice să semneze tratate de asistență mutuală cu URSS. Presiunile exercitate de clasa muncitoare au forțat guvernele baltice să accepte aceste sugestii.
- Tratatele de asistență mutuală au fost semnate, ceea ce a permis staționarea limitată a unităților Armatei Roșii pe teritoriul statelor baltice.[67]
- Dificultățile economice și nemulțumirile populației față de politica guvernelor naționale, care sabotau îndeplinirea tratatelor de asistență mutuală cu URSS, precum și orientarea pronazistă a unor politicieni de frunte din executivele naționale au condus la maturizarea unei situații revoluționare în iunie 1940.
- Pentru a asigura îndeplinirea tratatelor de asistență mutuală, unități ale Armatei Roșii au intrat în statele baltice, unități care au fost întâmpinate cu entuziasm de reprezentanții clasei muncitoare, care au cerut demisia guvernanților.
- În iunie, sub conducerea partidelor comuniste locale au avut loc demonstrații de masă a muncitorimiii baltice. Guvernele pronaziste au fost răsturnate, fiind înlocuite cu executive democratice. În iulie 1940 au fost organizate alegeri pentru Parlamentele baltice. „Uniunile poporului muncitor”, create la inițiativa comuniștilor locali, au câștigat majorități confortabile ale voturilor.[68] Parlamentele au proclamat restaurarea puterii sovietice în statele baltice și au proclamat instaurarea Republicilor Sovietice. Declarațiile Estoniei, Letoniei și Lituaniei prin care-și manifestau dorința de alăturare la „marea familie sovietică” au foste aprobată de Sovietul Suprem al URSS.

### Poziția oficială a guvernului Federației Ruse
Guvernul Rusiei și oficialii ruși continuă să susțină poziția sovietică, conform căreia anexarea statelor baltice a fost o acțiune legitimă, iar Armata Roșie a eliberat regiunea de sub jubul fascist. Oficialii ruși continuă să afirme că trupele sovietice au intrat în statele baltice în 1940 ca urmare a acceptului liber exprimat de către guvernele locale. URSS nu s-ar fi aflat nicio clipă în stare de război cu cele trei state și nu s-a implicat în nicio activitate de luptă în regiune, iar, datotită tuturor acestor fapte, nu se poate vorbi de „ocupație”. Ministerul de externe rus a declarat în mod oficial că: "Aserțiunile despre «ocuparea» de către Uniunea Sovietică și revendicările conexe ignoră toate realitățile legale, istorice și politice și de aceea sunt total netemeinice”.

### Tratate care au afectat relațiile dintre URSS și statele baltice
Mai înainte de 1940
După ce statele baltice și-au proclamat independența, Rusia Bolșevică a invadat la sfârșitul anului 1918. În conformitate cu articolul din Известия (Izvestia) de pe 25 decembrie 1918: "Estonia, Latonia și Lituania se află direct pe drumul dinspre Rusia spre Europa de Vest și de aceea sunt o piedică în calea revoluției noastre... Acest zid despărțitor trebuie distrus”. În ciuda eforturilor, bolșevicii nu au reușit să obțină controlul asupra statelor baltice și, în 1920, au semanat trate de pace cu cele Estonia, Letonia și Lituania.

#### Tratatele de pace
- Estonia, Tratatul de la Tartu de pe 2 februarie 1920[75]
- Lituania, Tratatul sovieto-lituanian de pe 12 iulie, 1920[76]
- Letonia, Tratatul de la Riga de pe 11 august 1920[77]

În aceste tratate, Rusia Bolșevică renunța „pe vecie” la toate drepturile suvernane asupra acestor trei popoare și teritorii care au aparținut mai înainte Rusiei.

#### Tratatele de neagresiune
Mai târziu, la inițiativa Uniunii Sovietice, au fost semante tratate de neagresiune cu cele trei state baltice:
- Lituania, pe 28 septembrie 1926[79]
- Letonia, pe 5 februarie 1932[80]
- Estonia, pe 4 mai 1932[81]

Părțile semnatare se obligau să se abțină de la acte de agresiune reciprocă și de la orice act de violența îndreptată împotriva integrității și inviolabilității teritoriale sau împotriva independenței politice a părților contractante. Mai mult, părțile semnatare au căzut de acord ca toate disputele, indiferent de caracterul lor, care nu pot fi rezolvate pe căi diplomatice, să fie prezentate pentru arbitraj unui comitet unit.

#### Pactul Kellogg-Briand și Pactul Litvinov
Pe 27 august 1928 a fost adoptat Pactul Kellogg-Briand de renunțare la război ca instrument al politicii naționale de următoarele state: SUA, Germania, Belgia, Franța, Regatul Unit al Marii Britanii și Irlandei de Nord, India, Italia, Japonia, Polonia și Cehoslovacia.
După acest eveniment, Uniunea Sovietică a semnat un protocol de confirmare a aderării ei la termenii acestui Pact cu vecinii săi: Estonia, Letonia, Polonia și România (9 februarie 1929). (Vedeți și: Pactul Litvinov). Lituania și-a proclamat aderarea la termenii Pactului și a protocolului mai sus-numit pe 5 aprilie 1929. Prin semanarea protocolului, părțile semnatare se obligau: 
- să condamne războiul ca modalitate de rezolvare a divergențelor și să renunțe la el ca instrument al politicii și
- să rezolve toate conflictele și disputele prin mijloace pașnice.[84]

Prin semnarea aderării la aceste protocoale (fără să fi ratificat încă Pactul) și prin completarea instrumentelor de aderare la Pact, Estonia, Letonia și Lituania pe de-a parte și URSS (care semana ca Rusia) pe de alta au devenit semantare a Pactului Kellogg-Briand din ziua în care el a început să aibă efecte legale – 24 iulie 1929.

#### Convenția pentru definirea agresiunii
Pe 3 iulie 1933, pentru prima oară în istorie, agresiunea a fost definită în mod oficial într-un tratat semant la Ambasada sovietică din Londra. Printre semnatari s-au aflat și statele baltice, alături de URSS.
Articolul II definea formele de agresiunu: „Va fi recunoscut ca agresor ca fiind Statul care va fi primul care va comite una dintre una dintre următoarele acte:
- Primul – o declarație de război către un alt Stat;
- Al doilea – o invazie efectuată de forțele armate asupra teritoriului al altui Stat chiar și fără o declarație de război;
- Al treilea – să atace cu forțele terestre, maritime sau aeriene, chiar și fără o declarație de război, teritoriul, vasele sau aparatele de zbor ale altui Stat;
- Al patulea – să declanșeze o blocadă a coastelor sau porturilor unui alt Stat;
- Al cincilea – să sprijine bandelor înarmate care sunt organizate pe teritoriul său și care vor ataca teritoriul altui Stat, sau să refuze, în ciuda cererilor Statului invadat, să ia pe teritoriul său toate măsurile care îi stau în putere pentru lipsirea de întreg ajutorul sau protecția a bandiților mai sus-menționați.

Convenția pentru definirea agresiunii mai stabilea de asemenea că „nicio considerație politică, militară, economică sau de altă natură nu poate servi ca scuză sau justificare pentru agresiunea definită în articolul II”. În articolul III era atașată o listă a motivelor posibile de intervenție într-un stat vecub, dar mai stipula și că „Înalțile părți contractante sunt de acord mai departe să accepte că această convenție nu poate legitima niciodată orice violare a dreptului internațional care poate fi implicat în circumstanțele cuprinse în lista de mai sus”.

#### Pactele de asistență mutuală
Pactele de asistență mutuală reconfirmau drepturile suverane ale statelor baltice. De exemplu, Pactul de asistență mutuală sovieto-leton semant pe 5 octombrie 1939, prevedea la articolul V: „Executarea Pactului prezent nu poate submina în niciun fel drepturile suverane ale părților contractante, în special în ceea ce privește sistemele structurii lor politice, economice sau sociale, sau a măsurilor militare”.

#### Tratate semnate de URSS între 1940 și 1945
URSS a devenit membru al Cartei Atlanticului pe 14 august 1941, rezoluția de aderare fiind semantă la Londra pe 24 septembrie. Rezoluția stipula:
- Statele semantare nu caută vreo extindere teritorială sau de altă natură;
- Ele nu umăresc modificări teritoriale care nu corespund cu dorințele liber exprimiate ale popoarelor vizate;
- Ele respectă dreptul tuturor popoarelor să-și aleagă forma de guvernare. Statele semanatare doresc să vadă restaurate drepturile suverane și independența acelor popoare care au fost lipsite cu forța de ele.[90]

Trebuie menționat că însuși Stalin a reafirmat principiile Cartei Atlanticului pe 6 noiembrie 1941:
| “ | Noi nu avem și nu putem avea astfel de obiective ale războiului precum ocuparea unor teritorii străine și subjugarea popoarelor străine, indiferent dacă sunt popoare și teritorii ale Europei ori popoare și teritorii ale Asiei... Noi nu avem și nu putem avea asemenea obiective de război precum impunerea voinței și regimului nostru slavilor sau altor popoare ocupate din Europa care caută ajutorul nostru. Ajutorul nostru constă în sprijinirea acestor popoare în lupta lor de eliberare de sub tirania lui Hitler, urmată de oferirea libertății de a-și conduce patriile lor după cum doresc. Nu vom face intervenții în afacerile interne ale altor națiuni. | ” |

La scurtă vreme după aceasta, Uniunea Sovietică a semnat Declarația Națiunilor Unite (1 ianuarie 1942), prin care se reafirma aderarea la Carta Atlanticului.
Uniunea Sovietică a semnat „Declarația cu privire la Europa eliberată” de la sfârșitul Conferinței de la Ialta de pe 4 – 11 februarie 1945, în care Stalin, Churchill, și Roosevelt au fost de acord cu restabilirea ordinii în Europa în conformitate cu principiile Cartei Atlanticului, care afirmau că toate popoarele au dreptul ca „să-și aleagă forma de guvernare sub care vor trăi, restaurarea drepturilor suverane și autoguvernării acestor popoare care au fost lipsite în mod forțat de ele de națiunile agresoare”. Declarația de la Ialta mai afirma că „pentru a asigura condițiile în care popoarele eliberate își pot exercita aceste drepturi, cele trei guvene se vor angaja... printre altele să faciliteze, acolo unde este necesar, organizarea alegerilor libere”.
În cele din urmă, URSS a semnat carta Națiunilo Unite pe 24 octombrie 1945, acre prin articolele 1 și 2 afirma că una dintre „scopurile ONU este dezvoltarea relațiilor prietenești dintre națiuni, bazate pe respectul pricipiilui drepturilor egale și a autodeterminării popoarelor”.
Pierderile umane din regiunea baltică în timpul celui de-al doilea război mondial au fost unele dintre cele mai ridicate de pe teatrul de lupte din Europa. Estimările pierderilor de populație merg până la 25% în Estonia, 30% în Letonia și 15% în Lituania. Pierderile provocate de război și de ocupație au fost apreciate la aproximativ 90.000 de estoni, 180.000 de letoni și 250.000 de lituanieni. În aceste cifre sunt incluse și persoanele deportate de autoritățile sovietice în 1941 și victimele Holocaustului.
La Conferința de la Ialta, SUA și Regatul Unit, aliații URSS în războiul împotriva Germaniei Naziste, au recunoscut ocuparea de facto a celor trei state baltice de către sovietici, dar, în perioada postbelică, atât americanii și britanicii cât și celelalte democrații occidentale nu au recunoscut de jure ocupația URSS a Estoniei, Lituaniei și Letoniei. Ca urmare, democrațiile occidentale au recunoscut diplomații estoni, letoni și lituanieni care continuau să funcționeze în numeroase state în numele fostelor lor guverne. Acești diplomați îmbătrâniți au continuat să-și reprezinte statele lor până la recâștigarea independenței patriilor lor.

## Tabel cronologic

### 1938
- decembrie – alegerile din consiliul local din Memel au dat câștig de cauză naziștilor care au câștigat 26 din cele 29 de mandate.

### 1939
- 23 martie – Germania a dat un ultimatum Lituaniei pentru cedarea Regiunii Memel. Lituania a cedat presiunilor naziste.
- 23 august – a fost semant Pactul Molotov-Ribbentrop. Prin acestă înțelegere, țarile baltice, Finlanda și părți ale Poloniei și României erau lăsate în sfera de interes ale Uniuninii Sovietice
- 1 septembrie – Germania a invadat Polonia
- 14 septembrie – submarinul Orzeł a intrat în portul Tallinn, iar echipajul lui este internat.
- 17 septembrie – URSS a invadat Polonia.
- 18 septembrie – submarinul polonez Orzeł a evadat din portul Tallinn și a reușit să navigheze fără să fie interceptat până în Anglia.
- 24 septembrie – URSS a pretins semanarea unui tratat de asistență mutuală cu Estonia și permisiunea pentru stabilirea de baze militarea pe teritoriul eston. Incidentul Orzeł a fost folosit ca pretext pentru aceste cereri.
- 28 septembrie – Pactul Molotov-Ribbentrop a fost amendat prin Tratatul germano-sovietic de prietenie și regelmentarea a problemelor de frontieră. Cea mai mare parte a Lituaniei a fost trecută în sferea de interes a URSS.
- 28 septembrie – Estonia a acceptat înființarea de baze sovietice pe teritoriul său.
- 2 octombrie – URSS a pretins semanarea unui tratat de asistență mutuală cu Letonia și permisiunea pentru stabilirea de baze militarea pe teritoriul eston.
- 5 octombrie – Letonia a acceptat ultlimatumul sovietic.
- 5 octombrie – Uniunea Sovietică a început negocieri cu Finlanda pentru înființarea de baze sovietice pe teritoriul național și schimbări teritoriale.
- 10 octombrie – Lituania a acceptat înființarea de baze sovietice pe teritoriul național.

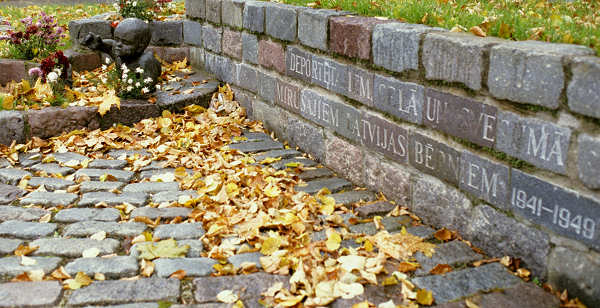
Memorialul copiilor letoni care au murit în exil în perioada 1941-1949

- 11 octombrie – NKVD a emis ordinul nr. 001223 pentru deportarea elementelor antisovietice din statele baltice în gulagurile din Rusia.
- 18 octombrie – primele unități ale Armatei Roșii au intrat în Estonia.
- 13 noiembrie – Finlanda a respins cererile sovietice.
- 30 noiembrie – URSS a declanșat ample acțiuni armate împotriva Finlandei.
- 1 decembrie – a fost creat un guvern marionetă sub protecția sovietică, al așa-numitei Republici Democrate Finlandeze, în regiunea finlandeză de graniță Terijoki, ocupată de Armata Roșie.

### 1940
- 12 martie – RD Finlandeză este unită cu RSSA Kareliană.
- 13 martie – Războiul de iarnă a luat sfârșit în mod oficial prin semnarea Tratatului de pace de la Moscova.
- 9 aprilie – Germania a invadat Danemarca și Norvegia.
- 10 iunie – Germania a terminat operațiunilor pentru ocuparea Norvegiei.
- 14 iunie – Parisul a fost ocupat de Germania. .
- 14 iunie – a fost declanșată blocada sovietică aeriană și navală a Estoniei.
- 14 iunie – sovieticii au doborât avionul finladez de pasageri „Kaleva” care efectua un zbor pe linia Tallinn – Helsinki.
- 14 iunie – URSS a dat un ultimatum Lituaniei să formeze un nou guvern și să permită intrarea trupelor sovietice în țară. Președintele Lituaniei, Antanas Smetona, a propus să se organizeze rezistența armată, dar nu a fost sprijinit de guvern și de armată. Președintele a hotărât să părăsească țara pentru a nu da o tentă legală ocupării țării de către sovietici. Smetona a plecat prin Germania în Elveția și de acolo în SUA, unde a și murit în 1944. Premierul Antanas Merkys a încercat, ca urmare a presiunilor sovietice, să-l aresteze pe președinte. Vladimir Dekanozov a fost trimis de NKVD să supervizeze procesul de anexare al Lituaniei.
- 15 iunie – la ora 03:00, trupele sovietice au luat cu asalt posturile de graniță letone de la Masļenkos (Maslenkis) ș Smaiļi.
- 16 iunie – sovieticii au remis ultimatumuri Estoniei și Letoniei similare ce cel remis Lituaniei.
- 16 iunie – primul ministru al Lituaniei, Antanas Merkys și-a asumat în mod ilegal funcția de președinte.
- 17 iunie – Estonia și Letonia au cedat pretențiilor sovietice și au fost practic ocupate. Antanas Merkys l-a numit pe Justas Paleckis în funcția de nou prim-ministru, a demisionat și a fost arestat o lună mai târziu.
- 18 iunie – Suedia și Germania Nazistă au semnat un tratat cu privire la drepturile de tranzit al trupelor germane pe teritoriul suedez spre Norvegia.
- 20 iunie – în Lituania a fost format un nou guvern, miniștii fiind aprobați în prealabil de Moscova.
- 21 iunie – în Estonia a fost format un guvern nou numai din politicieni de stânga. În mai multe orașe estone au avut loc, cu complicitatea Armatei Roșii, demonstrații de sprijin la adresa politicii prosovietice.
- 22 iunie – Franța a capitulat.
- 8 iulie – Suedia și Germania au semnat un tratat care permitea transferul de materiale de război între Norvegia și Suedia sudică.
- 11 iulie – a fost creat Districtul Militar Baltic pe teritoriul statelor baltice, care erau, cel puțin din punct de vedere oficial, independente.
- 14 - 15 iulie – au avut loc alegeri parlamentare în statele baltice, în care candidații necomuniști au fost invalidați, hărțuiți sau bătuți.
- 17 iulie – președintele interimar al Lituaniei, Antanas Merkys, a fost arestat și deportat la Saratov. Merkys avea să moară în exil în Vladimir, Regiunea Vladimir în 19555.
- 21 - 23 iulie – noul parlament eston a dat legi pentru transformarea țării după model sovietic.
- 21 iulie – noul guvern leton a legiferat naționalizarea și a emis decrete sovietizante.
- 22 iulie – președintele leton Kārlis Ulmanis a fost arestat și deportat în Rusia. A murit în închisoare în Krasnovodsk pe 20 septembrie 1942.
- 23 iulie – ambasadorii țărilor baltice din Londra și Washington au protestat oficial împotriva anexării țărilor lor.
- 23 iulie – Sumner Welles (Subsecretar de Stat al SUA) a dat o declarație prin care se afirma că SUA nu vor recunoaște de jure anexarea statelor baltic. Multe alte țări occidentale au adoptat poziții asemănătoare.
- 30 iulie – președintele eston Konstantin Päts a fost arestat de NKVD și a fost deportat în Rusia. A murit într-un spital de boli psihice din Kalinin pe 18 ianuarie 1956.
- 3 august – URSS a anexat Lituania.
- 5 august – URSS a anexat Letonia.
- 6 august – URSS a anexat Estonia.
- 6 septembrie – URSS a obținut din partea Finlandei drepturi de transfer a materialelor militare și a militarilor între granița sovietică și baza militară de la Hanko.
- 22 septembrie – Germania a obținut din partea Finlandei drepturi de transfer a materialelor militare și a militarilor între nordul Norvegiei și porturile de la Golful Bothnia.
- 12 noiembrie – în cadrul negocierilor de la Berlin, germanii au refuzat sovieticilor dreptul de trecere definitivă a Finlandei în sfera de influență a Moscovei.
- 16 decembrie – codul penal al RSFS Ruse a fost aplicat retroactiv în Estonia cu data de 21 iunie 1940.

### 1941
- 10 ianuarie – URSS și Germania au căzut de acord asupra transferului germanilor baltici din Letonia și Estonia.
- 14 iunie – a avut loc primele deportare în masă din Estonia (10.000 de persoane), Letonia (15.000) și Lituania (18.000) în Siberia.
- 22 iunie – a fost declanșată Operațiunea Barbarossa, invadarea URSS-ului de către Germania Nazistă.
- 24 - 25 iunie – prizonierii politici din Lituania au fost executați de NKVD în pădurea Rainiai.
- 25 iunie – a izbucnit războiul în continuare dintre Finlanda și Uniunea Sovietică.
- 2 iulie – în Uniunea Sovietică a fost decretată mobilizarea generală.
- 4 iulie – au avut loc deportări în masă din insulele Estoniei.
- 7 iulie – forțele germane au atins granița sudică a Estoniei.
- 9 iulie – autoritățile sovietice au părăsit orașul Tartu, nu mai înainte de a executa 199 de deținuți politici.
- 10 iulie – forțele germane au ocupat Tartu.
- 17 iulie – a fost format Reichskommissariat Ostland iar Hinrich Lohse a fost numit comisar de stat.
- 21 iulie – Stalin a încercat să obțină din partea lui

Churchill recunoașterea de jure a graniței sovietice vestice. Churchill nu a dat niciun răspuns. 
- 14 august – Roosevelt și Churchill au anunțat semanrea Cartei Atlanticului.
- 31 august – Germania a ocupat întreg teritoriul statelor baltice.
- 20 septembrie – Heinrich Himmler a făcut o vizită în Estonia.
- 25 noiembrie – Subsecretarul de Stat Sumner Welles a reafirmat politica SUA de nerecunoaștere a anexării statelor baltice.
- 19 decembrie – Alfred Rosenberg, Ministrul de Stat pentru Teritoriile Ocupate din Răsărit, a emis o hotărâre cu privire la obligatigațiile de muncă a tuturor civililor cu vârsta între 18 și 45 de ani din teritoriile ocupate.
- decembrie – timp de șase săptămâni, germanii au executat sau închis aproximativ 10.000 de oameni, dintre care cam 1.000 de evrei estoni.

### 1942
- 20 ianuarie – Reinhard Heydrich a declarat în timpul conferința de la Wannsee că Estonia este „Judenfrei” (curățată de evrei).
- 25 februarie – a început să se aplice codul civil german în statele baltice, dar doar etnicilor germani.
- 16 martie – Goebbels a scris în jurnalul său că popoarele baltice au naivitatea să creadă că germanii le va permite să redevină state independente.
- 30 martie – Himmler a propus măsuri de germanizare a teritoriilor cucerite în răsărit.
- 20 mai – Molotov a vizitat Londra într-o încercare de a convinge oficialitățile britanice să recunoască anexarea statelor baltice.